# Gretcheniao sinensis
Gretcheniao sinensis — викопний вид птахів вимерлого підкласу енанціорнісових (Enantiornithes), що існував у ранній крейді, близько 125 мільйонів років тому.

## Етимологія
Перша частина родової назви Gretcheniao вшановує метценатку Гретхен Августин, за її фінансову допомогу Інституту динозаврів Природознавчого музею округу Лос-Анджелес. Друга частина родової назви походить від китайського слова «ніао», що означає птах.

## Скам'янілості
Майже повний скелет знайдений у відкладеннях формації Їсянь поблизу міста Хулудао в провінції Ляонін на півінічному сході Китаю.

## Опис
Відносно великий птах. Розмах крил становив 56 см, оціночна вага 236 г.